# Jaderná elektrárna Crystal River
Jaderná elektrárna Crystal River (anglicky Crystal River Nuclear Plant) je uzavřenou jadernou elektrárnou ve Spojených státech. Leží v Citrus County u města Crystal River ve státě Florida. Byla součástí energetického komplexu Crystal River Energy Complex (CREC), který obsahuje 4 bloky na fosilní paliva a jeden jaderný reaktor, příčemž tento reaktor byl v pořadí třetí spuštěný blok v elektrárně. Reaktor byl vyřazen z provozu předčasně, protože při výměně paliva a parogenerátorů v letech 2009 až 2012 byl poškozen kontejnment. Elektrárnu původně vlastnila a provozovala společnost Florida Progress Corporation, ale v roce 2000 ji koupila společnost Carolina Power & Light. Dne 2. července 2012 byla elektrárna zakoupena společností Duke Energy. Reaktor dodala společnost Babcock & Wilcox.

## Historie a technické informace

### Reaktor
Výstavba třetího bloku jaderné elektrárny Crystal River započala dne 25. září 1977. Jednalo se o tlakovodní reaktor B&W-177 o hrubém výkonu 890 MW a čistém výkonu po odečtení vlastních potřeb bloku 860 MW. Do sítě byl blok připojen dne 30. ledna 1977 a do komerčního provozu přešel 13. března 1977. Kontejnment reaktoru Crystal River je válcová betonová konstrukce z předpjatého betonu o výšce přibližně 48 metrů s vnějším průměrem 42 metrů. Kontejnment má betonové stěny o tloušťce 106 centimetrů, má plochou základnu a mělkou torisférickou kopuli. Dodatečného předpětí je dosaženo použitím vnějšího pole vodorovných předpínacích výztuh bezprostředně sousedících s vnitřním polem svislých předpínacích výztuh, které jsou zapuštěny do stěn asi 38 centimetrů od vnějšího povrchu kontejnmentu.

### Uzavření
Reaktor byl v září 2009 odsaven kvůli výměně paliva. Zatímco byl reaktor mimo provoz, měly být vyměněny staré parogenerátory. V betonových stěnách kopule reaktoru je 426 ocelových výztuží, které ji vyztužují. Společnost, jež jej navrhla, Sargent & Lundy uvedla, že bude pravděpodobně muset být uvolněno 97 šlach výztuží. Provozní společnost elektrárny toto číslo odmítla, protože se zdálo být přehnané. Pozdějším návrhem bylo uvolnit 74 šlach, což bylo typické pro jiné jaderné elektrárny, které tento postup prováděly. Nakonec byl však počet snížen až na 65, protože se jedná o velmi časově náročnou práci Společnost Florida Progress Corporation pověřila společnost Bechtel, aby posoudila postup práce. Bechtel v prováděné práci neviděl překážky a souhlasil s uvolněním pouhých 65 šlach.
Když dělníci začali řezat přístupový otvor pro parogenerátory, které měly být z budovy reaktoru odstraněny a vyměněny za nové, vytvořila se ve zdech kontejnmentu trhlina. Tu se podařilo později opravit, ale posléze se objevilo prasklin více. Inženýři si všimli, že se začaly oddělovat velké části betonu z kontejnmentu. To bylo opraveno a beton znovu napnut, ale stejný problém byl zjištěn i v jiných místech. Původně měla být elektrárna po opravě restartována v dubnu 2011, ale v červnu 2011 provozní společnost uvedla, že neočekává její opětovné spuštění dříve než v roce 2014.
V únoru 2013 nová provozní spolešnost Duke Energy oznámila, že Crystal River bude trvale uzavřen a že získá zpět 850 milionů dolarů na pojistných událostech. Toto rozhodnutí vzešlo z vysokých nákladů na opravu reaktoru, které měly dosáhnout až 3,4 miliard dolarů. Mluvčí Duke Energy uvedl, že byly použity ověřené postupy výměny parogenerátorů a to, že kontejnment začne praskat se nedalo předpovědět, což bylo později potvrzeno NRC.
Demolice elektrárny bude stát 1,18 miliard dolarů a práce můžou trvat až 60 let.
Bloky na fosilní paliva zůstanou však i nadále v provozu.

### Okolní obyvatelstvo
NRC definuje dvě zóny havarijního plánování kolem jaderných elektráren. První o poloměru 16 kilometrů, která se týká především vystavení radioaktivní kontaminace vzduchu a poté druhou o poloměru 80 kilometrů, jež se zabývá kontaminací potravin a vody.
10. září 2006 došlo 480 kilometrů jihozápadně od jaderné elektrárny k zemětřesení o síle 5,8 stupně. V jaderné elektrárně Crystal River nedošlo v důsledku tohoto zemětřesení k žádnému poškození. Pravděpodobnost, že se takové zemětřesení v blízké době v okolí Floridy opakuje, je nízká.
Podle studie NRC zveřejněné v srpnu 2010 byl odhad ročního rizika zemětřesení dostatečně silného na to, aby způsobilo poškození aktivní zóny reaktoru v Crystal River 1 ku 45 455.

## Informace o reaktorech
| Reaktor         | Typ reaktoru | Výkon  | Výkon  | Zahájení výstavby | Připojení k síti | Uvedení do provozu | Uzavření   |
| Reaktor         | Typ reaktoru | Čistý  | Hrubý  | Zahájení výstavby | Připojení k síti | Uvedení do provozu | Uzavření   |
| --------------- | ------------ | ------ | ------ | ----------------- | ---------------- | ------------------ | ---------- |
| Crystal River-3 | B&W-177      | 860 MW | 890 MW | 25. 9. 1977       | 30. 1. 1977      | 13. 3. 1977        | 2. 5. 2013 |